# 亀井佐代子
亀井 佐代子（かめい さよこ、11月3日 - ）は、日本で活動するフリーアナウンサー、ラジオDJ、ナレーター。東京都出身。日本語と英語を話せるバイリンガル。「亀井・シーナ・佐代子」（Sayoko Sheena Kamei）名義での活動もある。

## 経歴
チリ人の父と日本人の母の間に生まれる。祖父はペルー出身の国民的作曲家Manuel Raygada Ballesteros。
調布市内のアメリカンスクール卒業後の1988年に渡米し、カリフォルニア州 チャップマン大学 で放送ジャーナリズム学を専攻。在学中にはカレッジステーションの「チャップマン・ラジオ」において、ワンマンスタイルDJとしてのトレーニングを受ける。1992年の帰国後、FMラジオ-DJコンテストでグランプリ授賞。ヴァージン・メガストアーズ・ジャパン OFFICIAL インストアDJを経て、ラジオの世界へ。
2017年11月から、クリステル・チアリに代わって東京地下鉄（東京メトロ）の車内自動放送の英語アナウンスを担当している。

## 現在の出演番組・ナレーション

### 出演番組
- TBS系列『それSnow Manにやらせて下さい』それスノコレクション 日英ナレーション (2024年〜)
- ABCテレビ・テレビ朝日系列 M-1グランプリ 英語ナレーション（2019年〜）
- RADIO DISCO（InterFM 897 土曜 15:00 - 17:44）（2012年～）
- NHK WORLD JAPAN 【Activate Your Japanese 津々浦々コーナー】(日英ナレーション)
- 渋谷センター街・井の頭通り 街頭アナウンサー
- NHK BS SPORTS 【MLB メジャーリーグベースボール】オープニングタイトル (2017〜)
- スギ薬局「プリエクラ」CM (2019年〜)

### 車内自動放送
- 東京地下鉄（東京メトロ）（英語のみ、2017年 - ）[3][4][5]
- 小田急箱根（日本語・英語、2018年7月28日 - ）[6]
- 阿武隈急行（英語のみ）[7]
- 多摩都市モノレール（日本語・英語、2018年 - ）[8]
- 長野電鉄（日本語のみ、2020年 - )
- しなの鉄道（英語のみ）[9]

## 過去の出演番組・ナレーション

### ラジオ
InterFM 897
- ヒマラヤンVOICE～聞く瞑想タイム（InterFM 897 2022年1月〜9月)
- TOKYO CITY INFORMATION（2005年 - 2021年)
- 世界音旅 PLAYLIST - LATE NIGHT FLIGHT (2019年 - 2020年)
- AMERICAN VIEW
- TIFF DAILY INFORMATION
- WORLD ECHOES
- HEADLINE NEWS
- NISSAN MURANO CROSSOVER STYLE
- GLOBAL SATELLITE
- THE GUY PERRYMAN SHOW (2005年 - 2007年）

NHKラジオ
- ニュースで英語術
- 世界へ発信!ニュースで英語術
- ワンポイント・ニュースで英会話
- 英会話タイムトライアル 新年スペシャル

J-WAVE
- RANDY JACKSON'S HIT LIST

FM NORTH WAVE
- URBAN REFLECTION
- MOONLIGHT AVENUE

JFN
- DREAM VOICE

### TV ナレーション
- DESIGN TALKS plus (NHK WORLD-JAPAN)(2021)
- ESPRIT JAPON （英語版）
- ニュースで英会話　新春特番 （NHK Eテレ）
- 鬼ジャンプ (BS-i)

### TVCM
- セブンイレブン M-1 ななチキ CM (2022年）
- 資生堂「エッセンシャル・イネルジャ」(2018年)
- エミレーツ航空 日本CM (2016年)
- エミレーツ航空 日本CM (2017年)
- 日本航空 JAL DREAM SKYWARD (CIナレーション）
- 新リプトン　リモーネ　（平井堅バージョン)
- リスト・サザビーズ・インターナショナルリアルティー(2020年)
- 東芝 生活スタイリング家電
- サントリーCC LEMON (シンプソンズ編）
- 任天堂 Pocket Hello Kitty
- ミニロト 宝くじ
- グリコ ムースポッキー
- サントリー CINZANO (Sky Perfect TV)
- ADVANTEC (テレビ東京）

### WEB CM
- 資生堂 アネッサ WEB MOVIE (2018年)
- ブルサン「アンビリーバブルサン」WEB CM (2017年、2019年)
- CASIO Privia PX-S1000/S3000 紹介ムービー (海外版）
- INAX Brand Concept Movie （英語）

### 会場アナウンス・司会
- 関西コレクションプロデュース【学生ランウェイ2024】(英語ナレーション）
- SEKAI NO OWARI DOME TOUR 2022 「Du Gara Di Du」
- SEKAI NO OWARI TOUR 2021-2022 「Blue Planet Orchestra」
- 国連制定第8回 国際ヨガDAY記念 メディアミーティング（MC司会)2022
- TM REVOLUTION「CANADA Otakuthon 2019」(ライブ映像英語ナレーション)
- アレキサンドロス配信ライブ ナレーション
- INTER FM ピーターバラカン 執行役員就任披露パーティー 総合司会
- 第5回 IEEE-SA Ethernet & IP Automotive Technology Day (司会、英語影ナレ)
- 木下マイスター東京 (卓球)会場アナウンス
- ANA presents 葉加瀬太郎 アコースティックコンサートツアー」会場アナウンス
- TOYOTA MEGA WEB CLASSICS 2007 Appassionato (英語影ナレ)
- TOYOTA THEワンメイクレース祭 2006  (英語影ナレ)
- TOYOTA DREAM DRIVE DREAM LIVE 2005 (英語影ナレ)
- 男子ワールドカップバレー2003 表彰式(英語影ナレ)

### 音声ガイダンス
- 東京五輪・パラリンピック トヨタ自動運転EVバス「e-Palette」車内英語アナウンス (2021年)
- 体験型VR観光アプリ「ストリートミュージアム®」横須賀・英語ガイダンス
- 日本エアコミューター機内アナウンス（日英）
- SKY BUS TOKYO 東京都内 全コース 英語車内アナウンス

### 店内・館内・機内放送
- M-1 感謝列車 車内アナウンス（大阪メトロ御堂筋線）
- JAL 日本航空 国内線・国際線 機内オーディオ プログラム プレゼンター
- ファミリーマート店内放送（Morning Show 担当）
- 名古屋市科学館　（英語ガイド）
- 東京ミッドタウン
- 横浜ワールドポーターズ
- デニーズ 音楽番組 DJ
- TSUTAYA RECORDS 音楽番組 DJ

### その他
- Supersonic Cities Crew【Where You're At (Tokyo) [SASUKE mix]】2020年リリース（声参加）